# Cantó de Betz
El cantó de Betz és un cantó francès del departament de l'Oise, situat al districte de Senlis. Té 25 municipis i el cap és Betz.

## Municipis
- Acy-en-Multien
- Antilly
- Autheuil-en-Valois
- Bargny
- Betz
- Bouillancy
- Boullarre
- Boursonne
- Brégy
- Cuvergnon
- Étavigny
- Gondreville
- Ivors
- Lévignen
- Mareuil-sur-Ourcq
- Marolles
- Neufchelles
- Ormoy-le-Davien
- Réez-Fosse-Martin
- Rosoy-en-Multien
- Rouvres-en-Multien
- Thury-en-Valois
- Varinfroy
- La Villeneuve-sous-Thury
- Villers-Saint-Genest

## Història
| Data d'elecció                           | Identitat         | Partit                                 | Qualitat |
| ---------------------------------------- | ----------------- | -------------------------------------- | -------- |
| 1945-1951                                | Marcel Simonin    | PCF                                    |          |
| 1951-19..                                | Paul Delacroix    | Divers gauche                          |          |
| 19..-1972                                | M. Strauss        | radical                                |          |
| 1972-2001                                | Guy Moreau        | MRG, després PS, després Divers droite |          |
| 2001-                                    | Philippe Boulland | Divers droite, després UMP             |          |
| les dades anteriors no són pas conegudes |                   |                                        |          |
|                                          |                   |                                        |          |

## Demografia
| A partir de 1990: Població sense dobles comptes |